# C-jun
c-jun es el nombre de un gen que codifica la proteína c-Jun, la cual, tras combinarse con la proteína c-Fos, conforma el factor de transcripción AP-1. Inicialmente fue identificado como proteína p39 de unión a Fos y posteriormente fue redescubierta como el producto del gen c-jun. Su activación se produce por una doble fosforilación a través de la ruta JNK, pero también se ha descrito una función alternativa independiente de fosforilación. Se ha podido comprobar que el knockout de c-jun es letal. Sin embargo, animales transgénicos cuyo gen c-jun había sido mutado de modo que la proteína c-Jun no podía ser fosforilada (denominados c-JunAA), sí podían sobrevivir.
La proteína c-Jun ha demostrado ser muy similar a una proteína del virus 17 de sarcoma aviar, la cual reconoce de un modo directo secuencias específicas del ADN para regular su expresión. El gen c-jun no posee intrones y se encuentra en una región cromosómica implicada en procesos de traslocaciones y deleciones en diversas patologías humanas.

## Interacciones
La proteína c-Jun ha demostrado ser capaz de interaccionar con:
- TGIF1[2]
- ERG[3]
- Proteína del retinoblastoma[4]
- CREBBP[5]
- ATF2[6][7][8]
- Cofactor de BRCA1[9]
- BRCA1[10]
- c-Fos[11][12][13][14][15][16][17]
- NFE2L1[17]
- DDX21[18]
- NFE2L2[17]
- Proteína de unión a TATA[19]
- RELA[14]
- MAPK8[20][21][22][23][24][25][26][27]
- NCOR2[28]
- RFWD2[29][30]
- PIN1[31]
- FOSL1[12]
- SMAD3[32][33][34]
- ASCC3[35]
- Factor de transcripción II B[19]
- CSNK2A2[36]
- CSNK2A1[36]
- STAT1[37]
- BCL6[38]
- BCL3[39]
- Receptor androgénico[40]
- STAT3[37]
- ETS2[41]
- ATF3[42][43][8]
- NACA[44]
- COPS5[45]
- DDIT3[46]
- RBM39[47]
- NCOA1[48][49][50]
- MyoD[51]
- RUNX2[52][53]
- RUNX1[52][53]